# 暗黑美體鰻
暗黑美體鰻，又稱暗黑錐體糯鰻（學名：Ariosoma nigrimanum），為輻鰭魚綱鰻鱺目糯鰻科的其中一個種，由約翰·羅克斯伯勒·諾曼 (John Roxborough Norman)在1939年描述，分布於西印度洋亞丁灣海域，深度可達220公尺，體長可達33.5公分，為底棲性魚類，肉食性，生活習性不明。